# Col·lagen tipus XVIII
El col·lagen tipus XVIII és un tipus de col·lagen que es pot hidrolitzar per a formar endostatina.

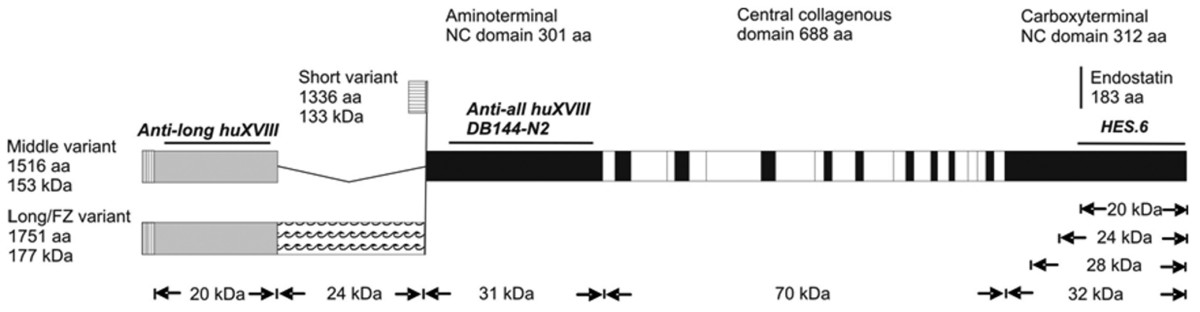
Representació esquemàtica de les variants del col·lagen XVIII